# Marie Spartali Stillman

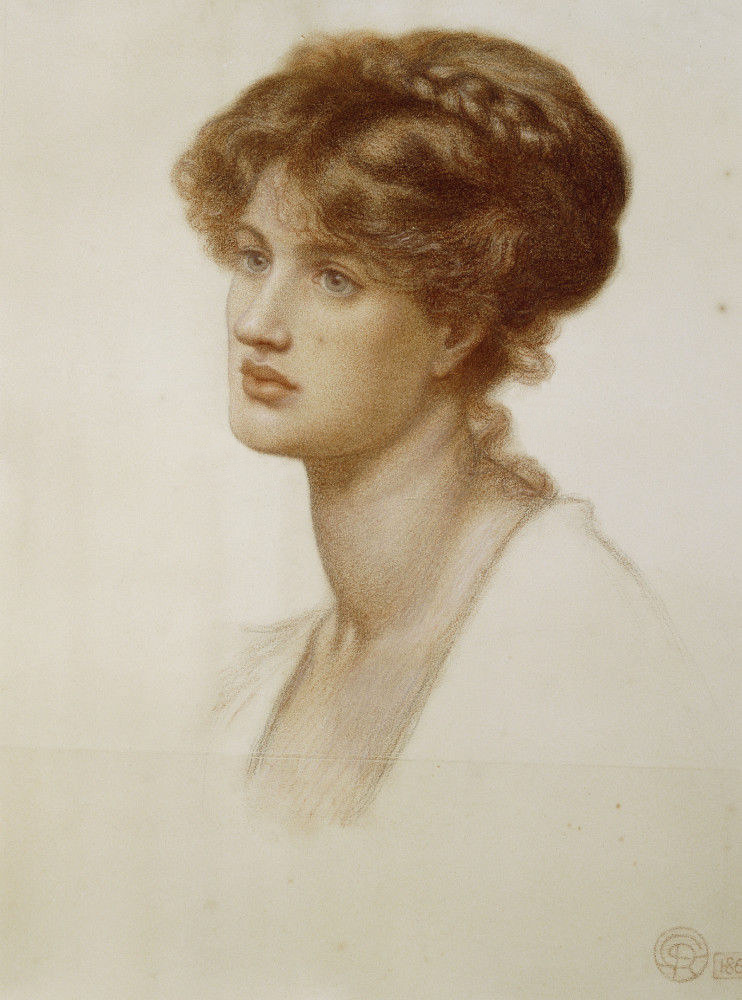
Portret van Marie Spartali (1869) door Dante Gabriel Rossetti

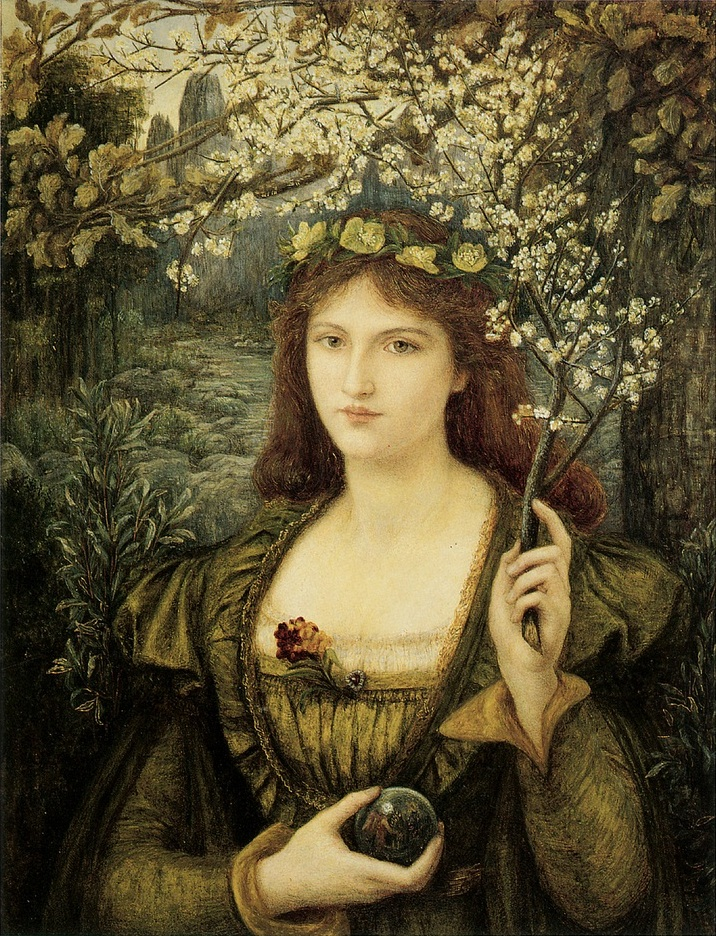
Madonna Pietra degli Scrovigni (1884), Walker Art Gallery, Liverpool

Marie Spartali Stillman (Londen, 10 maart 1844 – aldaar, 6 maart 1927) was een Engelse kunstschilderes en model, werkend in de stijl van de prerafaëlieten. Als model trad zij op voor Dante Gabriel Rossetti, Spencer Stanhope, Edward Burne-Jones en James McNeill Whistler.
Marie Spartali was de dochter van de koopman en Grieks consul in Londen Michael Spartali, en behoorde daarmee tot de welvarende en goed opgeleide Griekse gemeenschap in de stad. Zelf genoot zij ook een uitstekende en veelzijdige opleiding en groeide daarnaast op als een klassieke en bewonderde schoonheid, beschikkend over charme en gevoel voor humor.
Toen haar tekentalent aan het licht kwam ging zij in de leer bij Ford Madox Brown, bij wie zij samen studeerde met diens dochters. Zo kwam zij terecht in de kringen van de prerafaëlieten en ging werken in de stijl van Rossetti en later Burne-Jones.
In 1871 trouwde zij, tegen de zin van haar ouders, met de Amerikaanse journalist, schilder en fotograaf William James Stillman. Uit een eerder huwelijk had Stillman al drie kinderen en uit dit huwelijk werden eveneens drie kinderen geboren. 
Vanwege zijn werk als correspondent voor The Times woonde het echtpaar achtereenvolgens in Florence en Rome. Ondanks de langdurige perioden buiten Engeland stuurde zij geregeld werk in voor exposities in zowel Londen als de Verenigde Staten. De thema's voor haar schilderijen ontleende zij aan literair-historische figuren als Dante en Boccaccio. Ook Italiaanse landschappen en vrouwenfiguren in de prerafaëlitische trant behoren tot haar oeuvre.
In 1891, toen Stillman met pensioen ging, keerde het echtpaar terug naar Engeland. Na Stillmans overlijden in 1901 vestigde zij zich in Kensington, waar zij op 83-jarige leeftijd overleed.
Haar dochter Euphrosyne, genoemd naar haar moeder en bekend als Effie, werd eveneens kunstschilder, evenals haar stiefdochter Lisa Stillman. Haar zoon Michael werd architect in de Verenigde Staten. 